# 北緯72度線
北緯72度線（ほくい72どせん）は、地球の赤道面より北に72度の角度を成す緯線。北極内部にあり、大西洋、北極海、ヨーロッパ、アジア、北アメリカを通過する。
この緯度の下では、5月9日頃から8月5日頃までの約3ヶ月間は白夜になり、11月16日頃から1月26日頃までの約2ヶ月半の間は極夜になる。

## 通過する地域一覧
北緯72度線は、本初子午線から東に向かって以下の場所を通っている。
| 地理座標                                               | 国土・領土・領海           | 備考                                                          |
| ------------------------------------------------------ | -------------------------- | ------------------------------------------------------------- |
| 北緯72度0分 東経0度0分 / 北緯72.000度 東経0.000度      | 大西洋                     | ノルウェー海                                                  |
| 北緯72度0分 東経23度53分 / 北緯72.000度 東経23.883度   | バレンツ海                 |                                                               |
| 北緯72度0分 東経51度31分 / 北緯72.000度 東経51.517度   | ロシア                     | ノヴァヤゼムリャ - ユージヌィ島                               |
| 北緯72度0分 東経55度22分 / 北緯72.000度 東経55.367度   | カラ海                     |                                                               |
| 北緯72度0分 東経68度36分 / 北緯72.000度 東経68.600度   | ロシア                     | ヤマル半島                                                    |
| 北緯72度0分 東経72度31分 / 北緯72.000度 東経72.517度   | オビ湾                     |                                                               |
| 北緯72度0分 東経74度34分 / 北緯72.000度 東経74.567度   | ロシア                     | ガイダン半島 - Khalmyer湾とユラツスキー湾を貫通する。         |
| 北緯72度0分 東経80度50分 / 北緯72.000度 東経80.833度   | エニセイ湾                 |                                                               |
| 北緯72度0分 東経82度32分 / 北緯72.000度 東経82.533度   | ロシア                     |                                                               |
| 北緯72度0分 東経129度8分 / 北緯72.000度 東経129.133度  | ラプテフ海                 |                                                               |
| 北緯72度0分 東経139度45分 / 北緯72.000度 東経139.750度 | ロシア                     |                                                               |
| 北緯72度0分 東経149度57分 / 北緯72.000度 東経149.950度 | 東シベリア海               |                                                               |
| 北緯72度0分 東経178度1分 / 北緯72.000度 東経178.017度  | 北極海                     |                                                               |
| 北緯72度0分 西経152度16分 / 北緯72.000度 西経152.267度 | ボーフォート海             |                                                               |
| 北緯72度0分 西経125度45分 / 北緯72.000度 西経125.750度 | カナダ                     | ノースウエスト準州 - バンクス島                               |
| 北緯72度0分 西経120度20分 / 北緯72.000度 西経120.333度 | プリンスオブウェールズ海峡 |                                                               |
| 北緯72度0分 西経118度53分 / 北緯72.000度 西経118.883度 | カナダ                     | ノースウエスト準州 - ビクトリア島 ヌナブト準州 - ビクトリア島 |
| 北緯72度0分 西経108度23分 / 北緯72.000度 西経108.383度 | ハドレー湾                 |                                                               |
| 北緯72度0分 西経107度31分 / 北緯72.000度 西経107.517度 | カナダ                     | ヌナブト準州 - ビクトリア島                                   |
| 北緯72度0分 西経104度49分 / 北緯72.000度 西経104.817度 | M'Clintock海峡             |                                                               |
| 北緯72度0分 西経100度18分 / 北緯72.000度 西経100.300度 | カナダ                     | ヌナブト準州 - プリンスオブウェールズ島                       |
| 北緯72度0分 西経96度27分 / 北緯72.000度 西経96.450度   | ピール湾                   |                                                               |
| 北緯72度0分 西経95度12分 / 北緯72.000度 西経95.200度   | カナダ                     | ヌナブト準州 - サマーセット島                                 |
| 北緯72度0分 西経94度2分 / 北緯72.000度 西経94.033度    | プリンスリージェント海峡   |                                                               |
| 北緯72度0分 西経89度58分 / 北緯72.000度 西経89.967度   | カナダ                     | ヌナブト準州 - バフィン島                                     |
| 北緯72度0分 西経86度21分 / 北緯72.000度 西経86.350度   | アドミラル湾               |                                                               |
| 北緯72度0分 西経86度0分 / 北緯72.000度 西経86.000度    | カナダ                     | ヌナブト準州 - バフィン島                                     |
| 北緯72度0分 西経74度8分 / 北緯72.000度 西経74.133度    | バフィン湾                 |                                                               |
| 北緯72度0分 西経55度36分 / 北緯72.000度 西経55.600度   | グリーンランド             |                                                               |
| 北緯72度0分 西経22度56分 / 北緯72.000度 西経22.933度   | 大西洋                     | グリーンランド海 ノルウェー海                                 |